# Margareta Skantze
Margareta Brita Helena Skantze, född Hesser 9 januari 1943 i Stockholm, är en svensk författare, dramatiker, regissör och kulturskribent.

## Biografi
Margareta Skantze är uppvuxen i Stockholm, Uppsala och Djursholm, där hon avlade studentexamen på latinlinjen 1961. Hon var under ett år stipendiat vid University of Colorado i USA, varefter hon studerade engelska och franska vid Stockholms universitet och blev filosofie magister 1966. Åren 1966–1968 studerade hon Drama-teater-film vid Lunds universitet.  Hon utbildades därefter till ämneslärare vid Lärarhögskolan i Malmö 1968-69. År 1971–77 arbetade hon som radioproducent vid Utbildningsradion i Stockholm och 1977–1979 dramaturg vid Stockholms Stadsteater. Åren 1980–1992 arbetade hon vid Radio Blekinge som producent av kulturprogram och sedan dess som frilansande dramatiker, författare, regissör, föreläsare och kulturskribent. Åren 1997–2015 var Margareta Skantze engagerad i ledningen för Women Playwrights International.
Sedan 1996 driver hon ett eget förlag, Arakne Förlag AB.
Margareta Skantze är dotter till justitierådet Torwald Hesser och bibliotekarien Dagmar Hesser, född Ekeberg, samt sondotter till läkaren Carl Hesser och dotterdotter till riksmarskalken Birger Ekeberg. Hon är sedan 1970 gift med fabrikören Patrik Skantze och har tre barn med honom,  Alexander, Valdemar och  Gabriel. Sedan 1979 bor hon på Knösö utanför Karlskrona.

### Radioproduktion
Under åren 1971–1977 arbetade Margareta Skantze vid Utbildningsradion i Stockholm som producent av språkprogram avsedda för högstadium och gymnasium. Hon var bland annat projektledare för satsningen på radiodelen av den engelska serien Switch on, avsedd för årskurs 4.
För Utbildningsradion gjorde hon även tre programserier i samarbete med Radioteatern (text och regi). 
Momo eller kampen om tiden, 1980, (medverkande bland annat Krister Henriksson, Allan Svensson och Frej Lindqvist) 
Vikingasagor, 1981, (medverkande bland annat Ulla Sjöblom och Sigge Fürst)  
Bibliska berättelser, 1982, (medverkande bland annat Rolf Skoglund, Margaretha Byström och Ulf Johanson).
Under åren 1980–1992 gjorde Margareta Skantze en mängd kulturprogram vid Radio Blekinge. Hon gjorde bland annat längre programserier om de blekingska författarna Pehr Thomasson, Sven Edvin Salje, Harry Martinson, Ragnar Jändel och Ottilia Adelborg, om konstnären Bengt Nordenberg, om "jordbruksaposteln" Per Rösiö, om agitatorn Per Götrek och om dotter till brännvinskungen L.O. Smith Mary Karadja. Hon producerade en serie kallad ”Blekinge i våra hjärtan” där välkända personer uppvuxna i Blekinge berättade om landskapets betydelse för dem. I serien medverkade bland annat Horace Engdahl, Ingvar Holm, Gunnar Adler-Karlsson, Carina Reich, Tommy Olofsson och Laila Andersson-Palme. 

### Dramatik
Margareta Skantze började sin teaterbana 1967 som medlem i den fria teatergruppen Proteus under ledning av Ulf Gran. Här spelade hon flera stora roller, bland annat Beatrice i ”Mycket väsen för ingenting” och Agave i ”Backanterna”. samt regisserade Strindbergs ”Fordringsägare”. Efter ett längre uppehåll återvände hon till teatern i mitten av 1980-talet och började samarbetade med UDG-teatern, men övergick sedan till att, som ”teater-auteur”, själv svara för text, regi och produktion av egna verk. Hennes teaterproduktion har huvudsakligen ägt rum i Blekinge, där hon varit konstnärlig ledare för teaterkompanierna Teater Caro 1991–1993 och Teater Kontur 2005-2020. Under senare år har Margareta Skantze ägnat sig åt omfattande studier av Europas historia och försökt återuppliva den klassiska historiedramatiken.

### Dramatiska verk
- 1988 Inför Domen – Tre kvinnor dömda för häxeri i 1600-talets Sverige. Deras sista natt före avrättningen.[6][7]
- 1990 Kung Kristina – Drottning Kristinas liv från vaggan till graven.[8][9]
- 1991 Mor Dacke – Nordens största bondeuppror skildrat ur ett kvinnoperspektiv.[10][11][12]
- 1992 Vitus, historien om en ö – Om staden Karlskrona och dess grundande 1680. Kollisionen mellan land och stad, natur och civilisation.[13]
- 1993 Vogn och Yxna – En vikingaberättelse från Blekinge. Ett utforskande av mötet mellan hedendom och kristendom.[14]
- 1996 Maria Magdalena – En berättelse om och av Jesu trognaste lärjunge.[15][16][17][18][19][20]
- 2003 55 Minuter Wägner – Monolog där Elin Wägner berättar om sitt liv, sitt förhållande till män, maskulinitet och militarism.[21][22][23][24]
- 2006 Svart Madonna – En stor berättelse om Jesu mor, om hat och hämnd, om tvivel och fruktan och om kärlekens triumf.[25][26][27][28][29]
- 2008 Selmas Samlade Vrede – Monolog där Sveriges största författare gör upp med sig själv, med sin samtid och med sin Gudstro.[30][31][32][33]
- 2011 Kung Byxlös – Om drottning Margareta, skapare av den Nordiska Unionen 1397. I hennes dödsstund passerar livet revy.[34][35]
- 2016 Den olycklige danske prinsen – Ett porträtt av Kristian II och om den Nordiska Unionens upplösning.[36]
- 2024 Olympes rop på schavotten – porträtt av Olympe de Gouges, en av de första kvinnorna som avrättades under den franska revolutionen.

### Översättning av fransk skönlitteratur
- Ormond, Jacqueline (1967). Mellan två världar. Stockholm: Norstedt. Libris 1941707
- Charrière, Henri (1973). Revansch. Stockholm: Norstedt. Libris 510687
- Cauvin, Patrick (1980). Åtta dagar om sommaren. Stockholm: Norstedt. Libris 7153161

### Facklitteratur
- Skantze, Margareta (1996). Maria Magdalena – Den första Aposteln. Karlskrona: Arakne Förlag. Libris 7798489
- Skantze, Margareta (2010). Vägen till Henne – om Kvinnans försvunna historia. Karlskrona: Arakne Förlag. Libris 11837417
- Skantze, Margareta (2015). Drottning Margaretas historia. Karlskrona: Arakne Förlag. Libris 17743550
- Skantze, Margareta (2019). Där brast ett ädelt hjärta - Kung Kristian II och hans värld. Karlskrona: Arakne Förlag. Libris v5dngt87s63kvnv2

### Dramatik
- Skantze, Margareta (2022). Historiska dramer - Manuskript till sju historiska dramer. Karlskrona: Arakne Förlag. Libris n336gf17lgzkzgtk
- Skantze, Margareta (2023). Kvinnomonologer - Sju manuskript. Karlskrona: Arakne Förlag. Libris h00djz13fc74pv3k